# 13125 Tobolsk
13125 Tobolsk eller 1994 PK5 är en asteroid i huvudbältet som upptäcktes den 10 augusti 1994 av den belgiske astronomen Eric W. Elst vid La Silla-observatoriet. Den är uppkallad efter den ryska staden Tobolsk.
Asteroiden har en diameter på ungefär 10 kilometer.